# Menybutikerna
Menybutikerna var en dagligvarukedja i Malmö 1963-1967.
Företaget Meny AB bildades genom sammanslagning 1963 och var helägt av Föreningen Skånska Andelsslakterier (Scan). De samgående kedjorna var C. Andersons, Heinrichs, Pålsons och Scan. Omskyltningen ägde rum den 2 januari 1964 och kedjan bestod då av 97 butiker. Verkställande direktör var Scanchefen Lennart Lilliehöök och chef för butikerna var disponent Sture Lundquist.
1966 kom Scan och Eol AB överens om en försäljning av kedjan. Affären genomfördes den 1 september 1967 och kedjan omfattade då 57 butiker. Omprofileringen av butikerna från Meny till Ica genomfördes dagen efter Högertrafikomläggningen.
Meny var inte den enda butikskedjan som drevs av lantbrukskooperationerna. Dagligvarubutiker har även drivits av Kalmar Läns Slakterier och Nedre Norrlands Producentförening.
Namnet Meny återanvändes år 1990 för Icas nya grossistverksamhet, Menyföretagen, som senare knoppats av under namnet Menigo.

## Källhänvisningar
1. ↑  Annons, Arbetet, 2 januari 1964
2. ↑  Lundquist, Sture i Vem är Vem?: Skåne, Halland, Blekinge (andra upplagan, 1966)
3. ↑  Ica Eol 50 år Arkiverad 22 februari 2015 hämtat från the Wayback Machine., sidan 8
4. ↑  ”En bakgrundsteckning till dagligvaruhandeln i Sverige under 1900-talet, del 2”. Handels historia. http://www.handelnshistoria.se/historien/handelns-epoker-och-artal/en-bakgrundsteckning-till-dagligvaruhandeln-i-sverige-under-1900-talet-del-2/.
5. ↑  ”Menyföretagen AB”. Ica-historien. http://www.ica-historien.se/Organisationen/Partihandlarverksamhet/Meny-Foretagen-AB/.